# Helmut Senekowitsch
Helmut Senekowitsch, né le 22 octobre 1933 à Graz et mort le 9 septembre 2007, était un footballeur international autrichien évoluant au poste d'ailier droit. Après sa carrière de joueur, il devint entraîneur et fut notamment sélectionneur de l'équipe Autriche de 1976 à 1978.

## Carrière en club
Vice-champion d'Autriche en 1961, 1967 et 1968 puis vainqueur de la Coupe d'Autriche en 1970 et champion d'Autriche en 1971, il porte notamment les couleurs du SK Sturm Graz, du Betis Séville et du FC Wacker Innsbruck.

## Carrière internationale
Il est sélectionné à 18 reprises en équipe d'Autriche A et prend part à la phase finale de la Coupe du monde 1958 puis atteint les quarts de finale de la première édition du championnat d'Europe.

## Carrière d'entraîneur
Helmut Senekowitsch devient entraîneur en 1971 et cette nouvelle carrière le mène en Autriche, au Mexique, en Grèce, en Espagne et en Allemagne. Il devient également durant deux saisons (1976-1978) le sélectionneur de l'équipe d'Autriche A, qu'il mène en phase finale de la Coupe du monde en Argentine.